# Ó, Meu Menino Jesus (Campo Maior)
"Ó meu Menino Jesus" ou "Dá-me o Deus Menino" é uma canção de Natal tradicional portuguesa originária de Campo Maior.
Esta cantiga foi recolhida pelo etnomusicólogo Michel Giacometti e em 27 de dezembro de 1970 a sua interpretação por populares (liderados pelo cantador António Pereira Ferreira) com acompanhamento de ronca foi transmitida no 11.º episódio do programa "Povo Que Canta" na Radiotelevisão Portuguesa. Desde aí "Ó meu Menino Jesus" tem feito parte do repertório de vários grupos dedicados à musica tradicional portuguesa como Brigada Victor Jara, Navegante ou Origem Tradicional.

## Letra
A letra é constituída por várias quadras de origem popular, partilhadas com outras melodias da região, numa estrutura pouco coerente. É possível, contudo, separar o poema em duas partes: uma primeira na qual o cantador lamenta as condições rigorosas do nascimento de Jesus e uma segunda, claramente mais profana, em que surge um refrão com uma disputa entre dois populares pela posse do Menino Jesus.

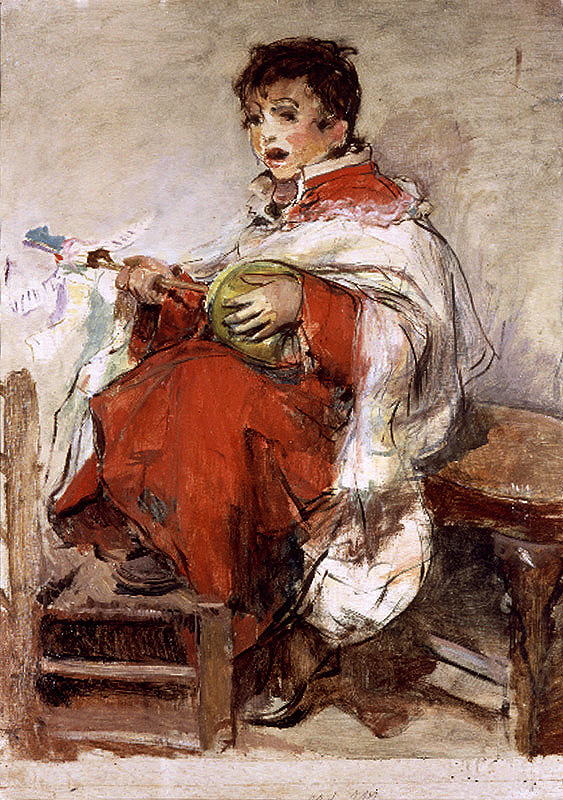
Ignacio Pinazo Camarlench: Acólito tocando ronca (1893-95).

| Ó meu Menino Jesus, Ó meu Menino tão belo, Onde foste a nascer Ao rigor do caramelo. Ó meu Menino Jesus, Não queiras menino ser, No rigor do caramelo A neve Te faz gemer. O Menino chora, chora, Chora pelos sapatinhos, Haja quem Lhe dê as solas Que eu Lhe darei os saltinhos. — Dá-me o Deus Menino! — Não dou, não dou, não dou! — Dá-me o Deus Menino… — Vai à missa que eu já vou! | Mas o Menino Jesus Chama pai a São José, Que Lhe trouxe os sapatinhos Da feira de Santo André. — Dê-me o Deus Menino! — Não dou, não dou, não dou! — Dê-me o Deus Menino… — Vai à missa que eu já vou! Mas o Menino Jesus Já é mais velho do que eu, Que já era Deus Menino Quando o meu avô morreu. — Dá-me o Deus Menino! — Não dou, não dou, não dou! — Dá-me o Deus Menino… — Vai à missa que eu já vou![1] |  |

## Discografia
- 1981 — Quem sai aos seus. Brigada Victor Jara. Vadeca. Faixa B3: "Menino Jesus"[4].
- 1998 — Portuguese Folk Music - Vol. 4: Alentejo. António Pereira Ferreira. Strauss. Faixa 20: "Ó Meu Menino Jesus".
- 1998 — Música dos Nossos Avós. Coro Misto da Covilhã. Luís Cipriano. Faixa 11: "Natal Alentejano (Alentejo)".
- 2009 — Cantigas tradicionais portuguesas de Natal e Janeiras. Navegante. José Barros. Faixa 1: "Ó meu Menino Jesus"[5].